# Bugweri (district)
Bugweri is een district in het zuidoosten van Oeganda. Hoofdstad van het district is de stad Bugweri. Het district telde in 2015 naar schatting 168.300 inwoners en in 2020 naar schatting 191.600 inwoners op een oppervlakte van 379 km².
Het district werd afgesplitst van het district Iganga.
Het district telt twee steden (town councils), Bugweri en Busembatia, en vijf sub-county's, Buyanga, Ibulanku, Igombe, Makuutu en Namalemba. Verder telt het district 31 gemeenten (parishes) en 133 dorpen.